# Сюй Ли
Сюй Ли (кит. упр. 许莉, пиньинь Xǔ Lì; род. 17 декабря 1989 года) — китайская спортсменка-борец вольного стиля, вице-чемпионка Олимпийских игр в 2008 года.

## Биография
Родилась в 1989 году в уезде Даншань округа Сусянь (современный городской округ Сучжоу провинции Аньхой). В 2007 году приняла участие в чемпионате мира, но заняла там лишь 28-е место. В 2008 году завоевала бронзовую медаль Чемпионата Азии, а на Олимпийских играх в Пекине в финале проиграла японке Саори Ёсиде, и стала обладательницей серебряной медали. В 2009 году выиграла Кубок мира. В 2012 году приняла участие в чемпионате Азии, но заняла там лишь 7-е место.